# Máximo Gorki
Máximo Gorki, o Maksim Gorki (en ruso: Максим Горький), pseudónimo utilizado por Alekséi Maksímovich Peshkov (en ruso: Алексе́й Макси́мович Пeшкóв; Nizhni Nóvgorod, 28 de marzo de 1868-Moscú, 18 de junio de 1936) fue un escritor y político ruso, identificado activista del movimiento revolucionario ruso.
Fundador del movimiento literario del realismo socialista, Gorki también fue nominado cinco veces para el Premio Nobel de Literatura. Alrededor de quince años antes de su éxito como escritor, cambiaba con frecuencia de trabajo y recorrió todo el Imperio ruso; estas experiencias influirían más tarde en su escritura, que destacó en varias especialidades como la novela, teatro o ensayo. Fue en la novela donde Gorki alcanzó mayor notoriedad, especialmente con obras como Los bajos fondos y La madre. Tuvo una gran amistad con otros escritores rusos como León Tolstói y Antón Chéjov, y mencionó esa amistad en sus propias memorias. 
Gorki fue muy activo en el emergente movimiento socialdemócrata marxista y posteriormente apoyó a los bolcheviques. Se opuso públicamente al régimen zarista y durante un tiempo se asoció estrechamente con Vladímir Lenin y el ala bolchevique de Aleksandr Bogdánov del Partido Obrero Socialdemócrata Ruso. Durante la Primera Guerra Mundial, Gorki apoyó el pacifismo, el internacionalismo y protestas contra la guerra. Durante gran parte de su vida, estuvo exiliado de Rusia y posteriormente de la Unión Soviética (URSS), criticando tanto al zarismo como a los bolcheviques durante la Guerra civil rusa y la década de 1920, condenando a estos últimos por su represión política. En 1928 regresó a la URSS por invitación personal de Iósif Stalin, donde residió desde 1932 hasta su muerte en junio de 1936. Tras su regreso, fue declarado oficialmente «fundador del Realismo socialista». A pesar de ello, las relaciones de Gorki con el régimen soviético fueron más bien difíciles: si bien era partidario público de Stalin, mantuvo amistad con Lev Kámenev y Nikolái Bujarin, líderes de la oposición antistalinista ejecutados tras la muerte de Gorki. También esperaba flexibilizar las políticas culturales soviéticas e hizo esfuerzos por defender a los escritores que las desobedecían, lo que resultó en que pasara sus últimos días bajo arresto domiciliario sin previo aviso.
Gorki atrajo la atención por primera vez con sus cuentos naturalistas y simpáticos de vagabundos y marginados sociales. Las obras más famosas de Gorki son sus primeros cuentos escritos en la década de 1890 (como «Chelkash», «El viejo Izergil» o «Veintiséis hombres y una muchacha»), la obra teatral «Los bajos fondos», su trilogía autobiográfica ficticia «Mi infancia, Entre asistentes, Mis universidades» (1913-1923) y la novela La madre (1906). El propio Gorki consideró algunas de estas obras un fracaso, y La madre ha sido criticada con frecuencia; Gorki la consideraba uno de sus mayores fracasos. Sin embargo, algunas de sus obras posrevolucionarias menos conocidas han recibido elogios más entusiastas, como las novelas El caso Artamónov (1925) o La vida de Klim Samgin (1925-1936); esta última es considerada por algunos como la obra maestra de Gorki y ha sido considerada por algunos críticos como una obra modernista. A diferencia de sus escritos prerrevolucionarios (conocidos por su «antipsicologismo»), las obras posteriores de Gorki difieren, con una descripción ambivalente de la Revolución rusa y un interés por la psicología humana.  A pesar de las opiniones de críticos y académicos, se ha observado que su imagen y su legado literario se han visto gravemente comprometidos por su carrera política, y muchas de sus obras principales, incluidas las novelas posrevolucionarias antes mencionadas , han permanecido en gran medida desconocidas en Occidente.
De 1932 a 1990 su ciudad natal, Nizhni Nóvgorod, llevó el nombre de Gorki en su honor.

## Biografía

### Orígenes y primeros años
Nacido como Alekséi Maksímovich Peshkov el 28 de marzo de 1868 (16 de marzo según el antiguo calendario juliano imperante en Rusia entonces) en Nizhni Nóvgorod, Gorki quedó huérfano a la edad de once años. Fue criado por su abuela y dejó la escuela a la edad de doce años en 1880 para aprender un oficio, entre ellos trabajar en una tienda, enrolarse en un barco o trabajar como panadero. Después de un intento de suicidio en diciembre de 1887, viajó a pie a través del Imperio ruso durante cinco años, cambió de trabajo y acumuló impresiones del mundo que más tarde fue fundamental en su escritura.
Trabajó para periódicos provinciales, que escribió bajo el seudónimo de Иегудиил Хламида (Jehudiel Jlamida). Comenzó a usar el seudónimo de «Gorki» (de горький; literalmente, «amargo») en 1892 firmando así su relato Makar Chudrá, mientras trabajaba en Tiflis para el periódico Кавказ (El Cáucaso). El nombre refleja su ira creciente acerca de la vida en Rusia y una determinación para decir la verdad amarga. El primer libro de Gorki fue Очерки и рассказы («Ensayos y relatos») en 1898, y disfrutó de un éxito sensacional en su comienzo en su carrera literaria. Gorki escribió incesantemente, viendo la literatura menos como una práctica estética (aunque trabajó duro en cuanto al estilo y forma) que como un acto moral y político que pudiese cambiar el mundo. Describió la vida de las personas en los estratos más bajos y en los márgenes de la sociedad, revelando su privaciones, humillaciones, y la brutalidad, pero también su chispa hacia el interior de la humanidad.

### Desarrollo político y literario
La reputación de Gorki creció como una voz literaria única de los estratos más bajos de la sociedad y como un ferviente defensor de la transformación social, política y cultural de Rusia. Antes de 1899, se lo asoció abiertamente con el emergente movimiento socialdemócrata marxista, lo que le ayudó a convertirse en un nombre notable tanto entre la intelligentsia como en el creciente número de trabajadores "conscientes". En el centro de toda su obra hay una creencia del valor intrínseco y el potencial de la persona humana. En su escritura contrapone a los individuos, conscientes de su dignidad natural e inspirado por la energía y la voluntad, con las personas que sucumben a las condiciones degradantes de la vida a su alrededor. Tanto sus escritos como sus cartas revelan un "hombre inquieto" (una frecuente autodescripción) luchando por resolver los sentimientos contradictorios de la fe y el escepticismo, el amor a la vida y el disgusto en la vulgaridad y mezquindad del mundo humano.

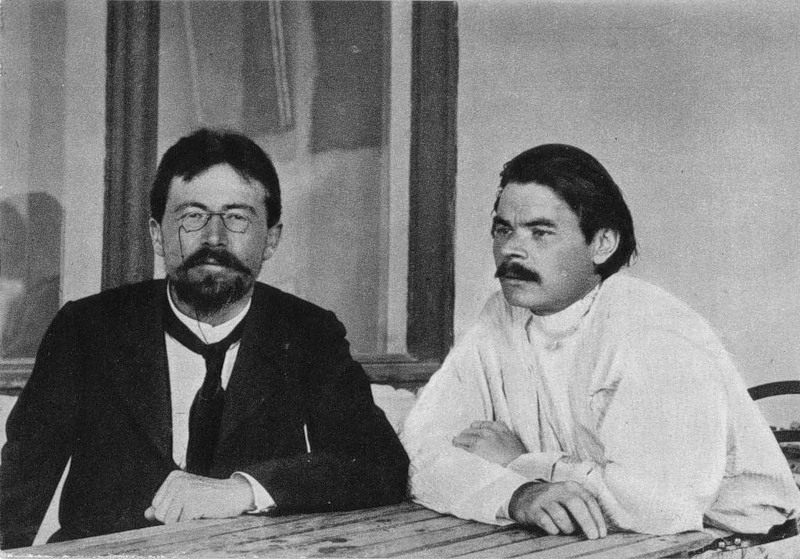
Gorki junto a Antón Chéjov (izquierda) en Yalta (1900).

Se opuso públicamente al régimen zarista y fue arrestado varias veces. Gorki se hizo amigo de muchos revolucionarios y se convirtió en amigo personal de Vladímir Lenin después de que se conocieran en 1902. Expuso el control gubernamental de la prensa (véase el asunto Matvéi Golovinski). En 1902, Gorki fue elegido académico de honor de la literatura de la Academia Imperial de Ciencias (antecesora de la Academia de Ciencias de la Unión Soviética), pero el zar Nicolás II ordenó su anulación. En protesta, Anton Chéjov y Vladímir Korolenko salieron de la Academia.
De 1900 a 1905, los escritos de Gorki se volvieron más optimistas. Comenzó a adquirir una mayor participación en el movimiento de oposición, por el que fue encarcelado de nuevo brevemente en 1901. Entonces, también sus producciones teatrales Pequeños burgueses y Los bajos fondos alcanzaron el éxito. Fueron llevadas a escena en 1902 en el Teatro de Arte de Moscú y más tarde recorrieron los mejores escenarios de Europa. Estas obras de teatro emplearon innovadoramente técnicas naturalistas estructurando una serie de tramas paralelas en las que prácticamente todos los personajes tenían la misma importancia.
En 1904, después de haber roto su relación con el Teatro de Arte de Moscú a raíz de un conflicto con Vladímir Nemiróvich-Dánchenko, Gorki volvió a Nizhni Nóvgorod para establecer su propia compañía de teatro. Tanto Konstantín Stanislavski como Savva Morózov proporcionaron apoyo financiero para la empresa. Stanislavski creía que el teatro de Gorki era una oportunidad para desarrollar la red de teatros provinciales que esperaba que reformase el arte de los escenarios en Rusia, un sueño suyo desde la década de 1890. Stanislavski envió a algunos alumnos de la Escuela de Teatro —como Ioasaf Tijomírov, que dirigía la escuela— a trabajar allí. En otoño, sin embargo, después de que la censura hubiese prohibido las representaciones que el teatro se proponía poner en escena, Gorki abandonó el proyecto.

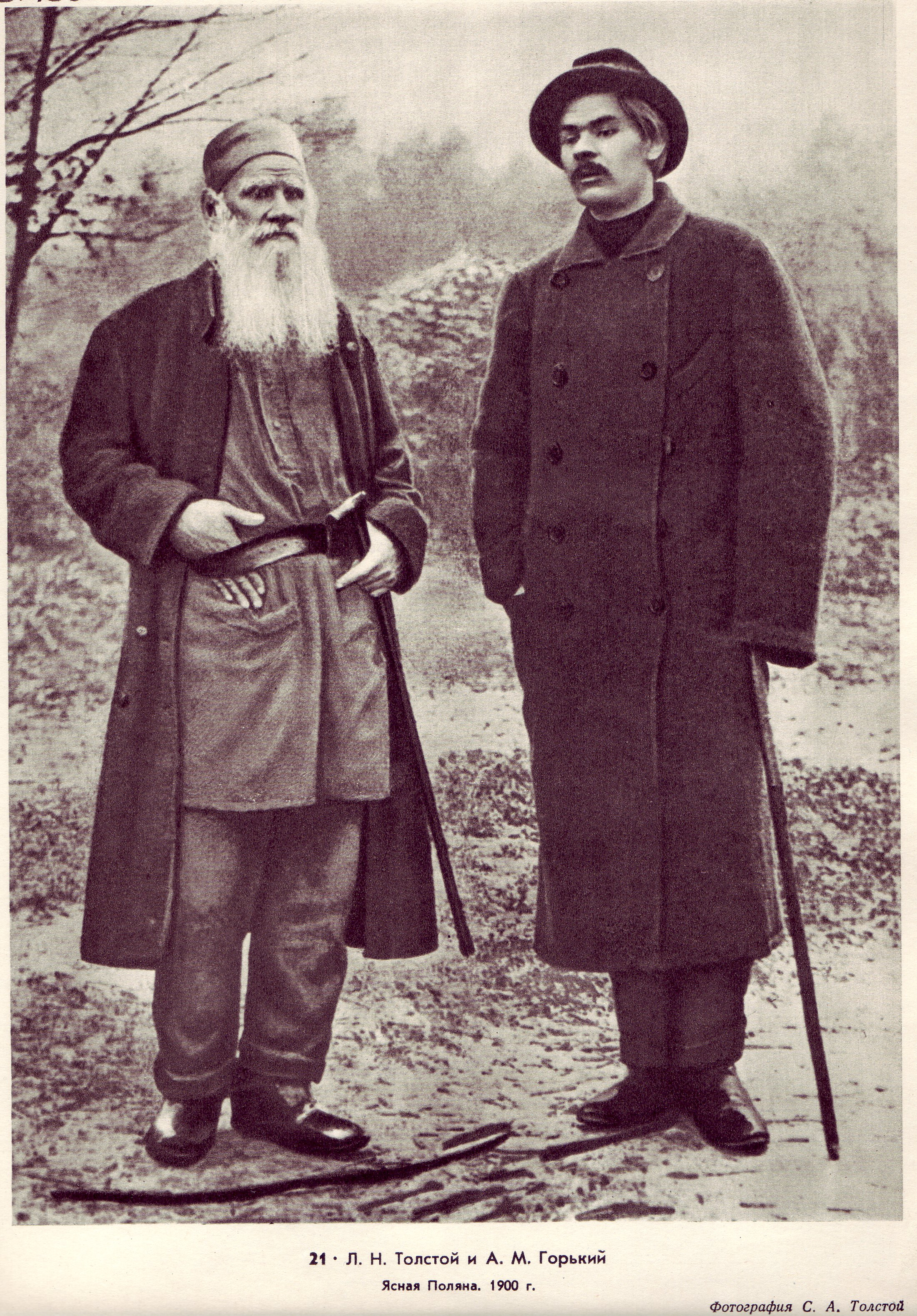
Lev Tolstói con Gorki en Yásnaya Polyana, 1900.

Como autor de éxito, editor y dramaturgo, Gorki dio apoyo financiero al Partido Obrero Socialdemócrata de Rusia (POSDR), así como apoyó a las apelaciones liberales al gobierno por los derechos civiles y la reforma social. El tiroteo brutal de los trabajadores que marchaban al zar con una petición para la reforma el 9 de enero de 1905 (conocido como el «domingo sangriento»), que puso en marcha la Revolución de 1905, pareció haber empujado a Gorki con más decisión hacia soluciones radicales. Se asoció estrechamente con Vladímir Lenin y el ala bolchevique del partido de Aleksandr Bogdánov, quien asumió la responsabilidad de la transferencia de fondos de Gorki a Vperiod. No está claro si alguna vez se unió formalmente, y sus relaciones con Lenin y los bolcheviques siempre fueron inestables.
Sus escritos más influyentes en estos años fueron una serie de obras políticas, la más famoso Los bajos fondos (1902). Mientras estuvo encarcelado brevemente en la fortaleza de San Pedro y San Pablo durante la abortada Revolución de 1905, Gorki escribió la obra Hijos del Sol, ambientada durante una epidemia de cólera de 1862, pero entendida universalmente como una descripción de los acontecimientos de ese momento. Fue liberado de la prisión después de una campaña a escala europea, encabezada por Marie Curie, Auguste Rodin y Anatole France, entre otros.
En 1906, los bolcheviques lo enviaron a un viaje de recaudación de fondos a los Estados Unidos con Iván Norodny. Durante la visita a las montañas de Adirondack, Gorki escribió La madre (Мать), su novela más notable sobre la conversión y la lucha revolucionaria. Sus experiencias en los Estados Unidos, que incluía un escándalo sobre su viaje con su amante, la actriz María Andréieva, profundizó su desprecio por el «alma burguesa», pero también su admiración por la audacia del espíritu americano.

### Años en Capri
De 1906 a 1913, Gorki vivió en la isla de Capri, en parte por razones de salud y en parte para escapar de la atmósfera cada vez más represiva en Rusia. Continuó apoyando el trabajo de la socialdemocracia rusa, especialmente los bolcheviques e invitó a Anatoli Lunacharski a quedarse con él en Capri. Los dos hombres habían trabajado juntos en Literaturny Raspad que apareció en 1908. Fue durante este período que Gorki, junto con Lunacharski, Aleksandr Bogdánov y Vladímir Bazárov desarrollaron la idea de una Enciclopedia de la historia rusa como una versión socialista de la Encyclopédie de Diderot.
A pesar de su ateísmo, Gorki no era un materialista. Muy controversialmente articuló, junto con otros bolcheviques inconformistas, una filosofía que llamaron la «construcción de Dios» (богостроительство, bogostroítelstvo), que buscaba recuperar el poder del mito para la revolución y crear un ateísmo religioso que colocaba la humanidad colectiva donde Dios había estado y estaba imbuido de pasión, asombro, certeza moral y la promesa de liberación del mal, el sufrimiento y hasta la muerte. Aunque Lenin ridiculizó la «construcción de Dios», Gorki conservó su creencia de que la «cultura» —la conciencia moral y espiritual del valor y el potencial del ser humano— sería más crítica para el éxito de la revolución que los arreglos políticos o económicos.

### Regreso del exilio

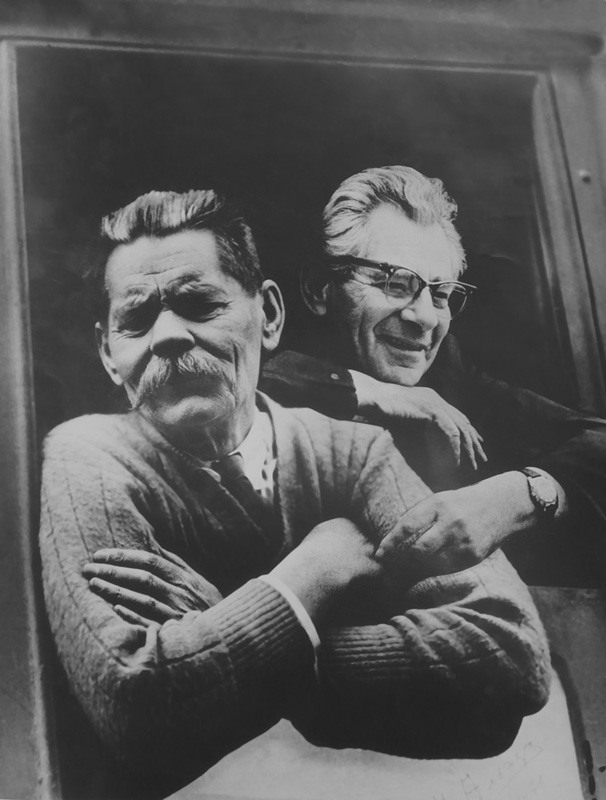
Gorki a su regreso del exilio italiano junto al fotógrafo Max Álpert en un tren en Chisináu.

Una amnistía concedida para el 300 aniversario de la dinastía Románov permitió que Gorki volviera a Rusia en 1913, donde continuó su crítica social, fue mentor de otros escritores de la gente común y escribió una serie de memorias culturales importantes, incluyendo la primera parte de su autobiografía. Al regresar a Rusia, escribió que su impresión principal era que «todo el mundo está aplastado y desprovisto de la imagen de Dios». La única solución, declaró repetidamente, era «la cultura».
Durante la Primera Guerra Mundial, su apartamento en Petrogrado se convirtió en una sala para profesores bolcheviques y su política permaneció cerca de los bolcheviques durante todo el período revolucionario de 1917. Sin embargo, estas relaciones se tensaron después de que su periódico Nóvaya Zhizn (Новая Жизнь, «Nueva vida») cayó presa de la censura bolchevique durante la guerra civil que siguió, en torno a la cual Gorki publicó una colección de ensayos críticos de los bolcheviques llamados Pensamientos intempestivos en 1918 (no sería reeditado en Rusia hasta después de la disolución de la Unión Soviética). Los ensayos llaman a Lenin un tirano por sus detenciones sin sentido y represión del discurso libre, y un anarquista por sus tácticas conspiratorias; Gorki compara a Lenin tanto con el zar como con Serguéi Necháyev.
«Lenin y sus asociados», escribió Gorki, «consideran posible cometer todo tipo de crímenes... la abolición de la libertad de expresión y las detenciones sin sentido». Gorki llamó a Lenin «un maldito de sangre fría que no ahorra ni el honor ni la vida del proletariado».
En 1921, contrató a una secretaria, Mura Búdberg, que más tarde se convirtió en su esposa no oficial. En agosto de 1921, Nikolái Gumiliov, su amigo y compañero escritor, así como exmarido de Anna Ajmátova, fue arrestado por la Cheka de Petrogrado por sus puntos de vista monárquicos. Gorki se apresuró a Moscú, obtuvo una orden para liberar a Gumiliov de Lenin personalmente, pero a su regreso a Petrogrado se enteró de que Gumiliov ya había sido ejecutado. En octubre, Gorki regresó a Italia por motivos de salud, ya que tenía tuberculosis.

### Regreso a Rusia y últimos años

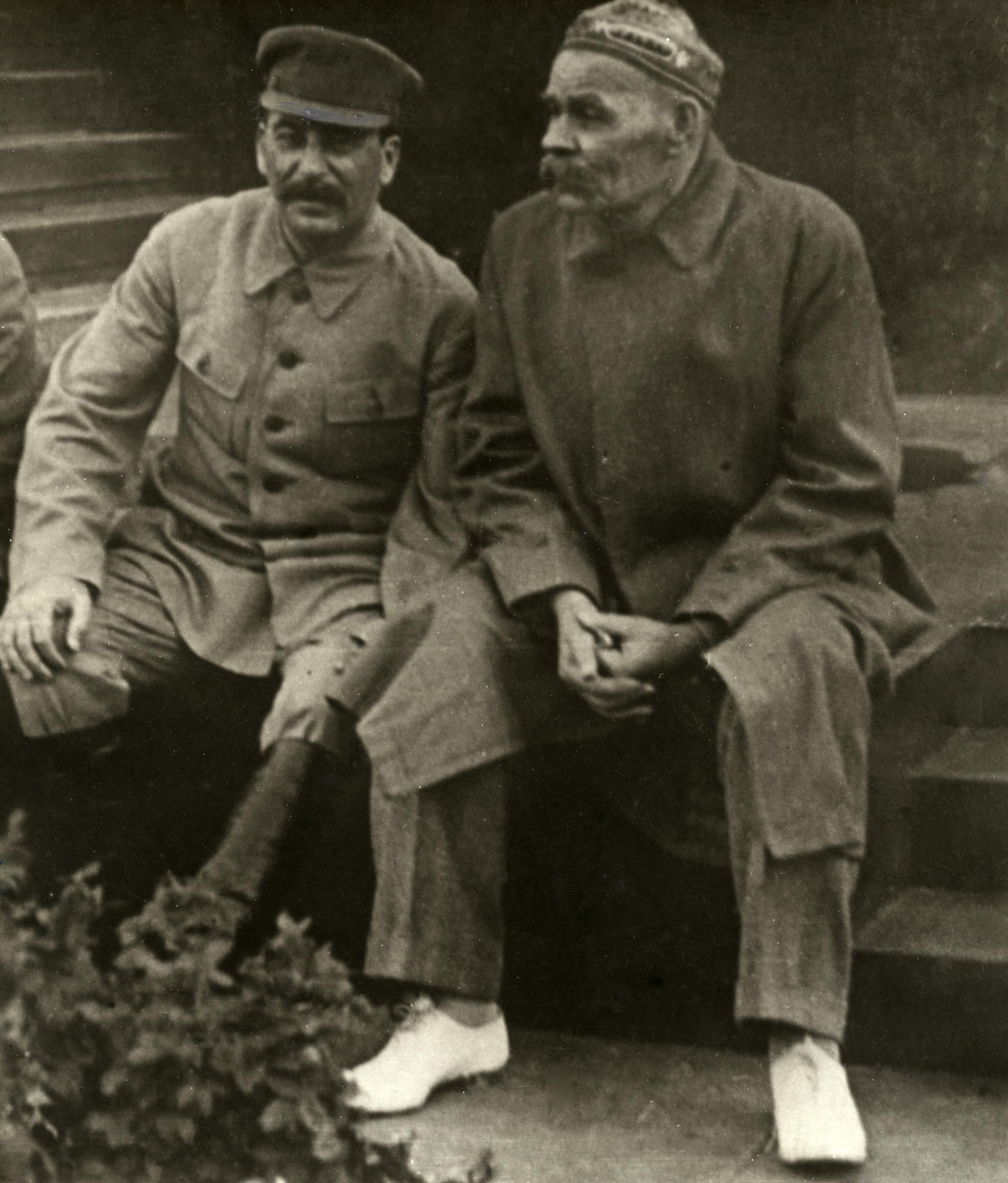
Gorki con Iósif Stalin cerca del Kremlin en 1931.

En Sorrento, Gorki se encontró sin dinero y sin fama. Visitó la Unión Soviética varias veces después de 1929, y en 1932 Iósif Stalin personalmente lo invitó a volver para siempre, una oferta que aceptó. El regreso de Gorki de la Italia fascista fue una gran victoria de la propaganda soviética. Fue condecorado con la Orden de Lenin y se le dio una mansión (antes perteneciente al millonario Pável Ryabushinski, ahora Museo Gorki) en Moscú y una dacha en los suburbios. Una de las calles centrales de Moscú, Tverskaya, fue renombrada en su honor, así como la ciudad de su nacimiento, que fue llamada hasta 1990 Gorki. El avión de ala fija más grande del mundo a mediados de la década de 1930, el Túpolev ANT-20 Maksim Gorky fue nombrado Maxim Gorki en su honor.
El 11 de octubre de 1931, Gorki leyó su cuento de hadas La joven y la muerte a sus visitantes Stalin, Kliment Voroshílov y Viacheslav Mólotov, un evento que más tarde fue representado por Víktor Góvorov en su pintura. Ese mismo día, Stalin dejó su autógrafo en la última página de esta obra de Gorki: «Esta pieza es más fuerte que el Fausto de Goethe (el amor derrota a la muerte)» —«Эта штука сильнее чем "Фауст" Гёте (любовь побеждает смерть)»—. En 1933, partiendo con Mura Búdberg, Gorki editó un libro sobre el canal Mar Blanco-Báltico construido por los presos del Gulag, presentado como ejemplo de «exitosa rehabilitación de los antiguos enemigos del proletariado».

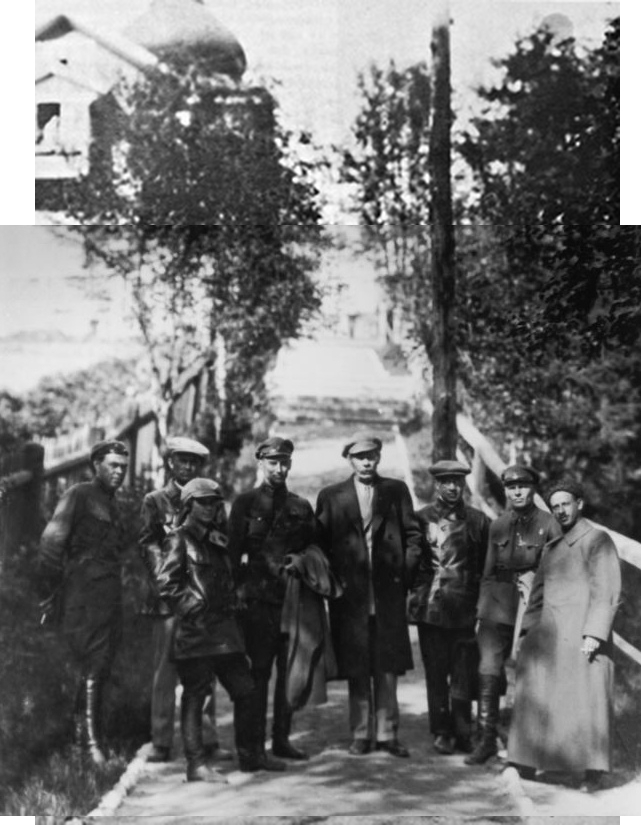
Gorki de visita en el Campo de trabajos de Solovkí. 1929

Para otros escritores, insistió en que se obtuvo el realismo extrayendo la idea básica de la realidad, pero añadiendo lo potencial y deseable a ella, se añadía el romanticismo con un profundo potencial revolucionario. Para él, Gorki evitó el realismo, sus negaciones de que ni un solo prisionero murió durante la construcción del mencionado canal refutado por múltiples relatos de miles de prisioneros que murieron congelados no solo por la falta de refugio y comida adecuados, sino incluso en medio del mismo día (según el escritor y expreso Aleksandr Solzhenitsyn).
Con el aumento de la represión estalinista, y especialmente después del asesinato de Serguéi Kírov en diciembre de 1934, Gorki fue puesto bajo arresto domiciliario sin previo aviso en su casa cerca de Moscú. La muerte repentina del hijo de Gorki, Maxim Peshkov, en mayo de 1934 fue seguida por la muerte del propio Maxim Gorki en junio de 1936. La especulación ha rodeado las circunstancias de su muerte. Stalin y Mólotov estaban entre los que llevaron el féretro de Gorki durante el funeral. Durante el juicio de Bujarin en 1938 (una de las víctimas del Juicio de los Veintiuno), uno de los cargos fue que Gorki fue asesinado por agentes del NKVD de Yagoda.
En la época soviética, antes y después de su muerte, las complejidades de la vida y las perspectivas de Gorki se redujeron a una imagen emblemática (eco de imágenes heroicas y estatuas que salpican el campo): Gorki como un gran escritor soviético que surgió de la gente común, amigo de los bolcheviques y fundador del cada vez más canónico «realismo socialista».

## Obras
| - Makar Chudrá (1892) - Chelkash (1895) - La vieja Izerguíl (1894-1895) - Malva (1897) - Los ex-hombres (1897) - Várenka Olésova (1898) - El canto del halcón (1899) - Tomás Gordéiev (1899) - Los tres (1900) - Pequeños burgueses (1901) - El canto del petrel (1901) - Los bajos fondos (1902) | - El hombre (1903) - Los veraneantes (1904) - Los hijos del Sol (1905) - Los bárbaros (1905) - Los enemigos (1906) - La madre (Мать),(1906-1907) - Los últimos (1907-1908) - La vida de un hombre innecesario (1908) - La confesión (1908) - La ciudad Okúrov (1909) - La vida de Matvéi Kozhemiakin (1909) - Vassa Zheleznova (1910) | - Por Rusia (1912-1917), un ciclo de cuentos - Cuentos de Italia (1913) - Infancia (1913-1914) - Entre los hombres (1915-1916) - Mis universidades (1923) - Los Artamónov (1925) - Cuarenta años. La vida de Klim Samguín (1925-1936), tetralogía - Yegor Bulychov y los otros (1932) - El Espectro (1938) - El Espectador (1930) |